# Shannon, North Carolina
Shannon är en ort i Robeson County i delstaten North Carolina, USA.